# Leucoraja naevus
Espèce
Synonymes
- Raja naevus Müller & Henle, 1841[1] [2]

Statut de conservation UICN

 LC  : Préoccupation mineure
Leucoraja naevus, communément appelé Raie fleurie, Raie soleil, Raie coucou ou Raie pissouse, est une espèce de raies de la famille des Rajidae.

## Description

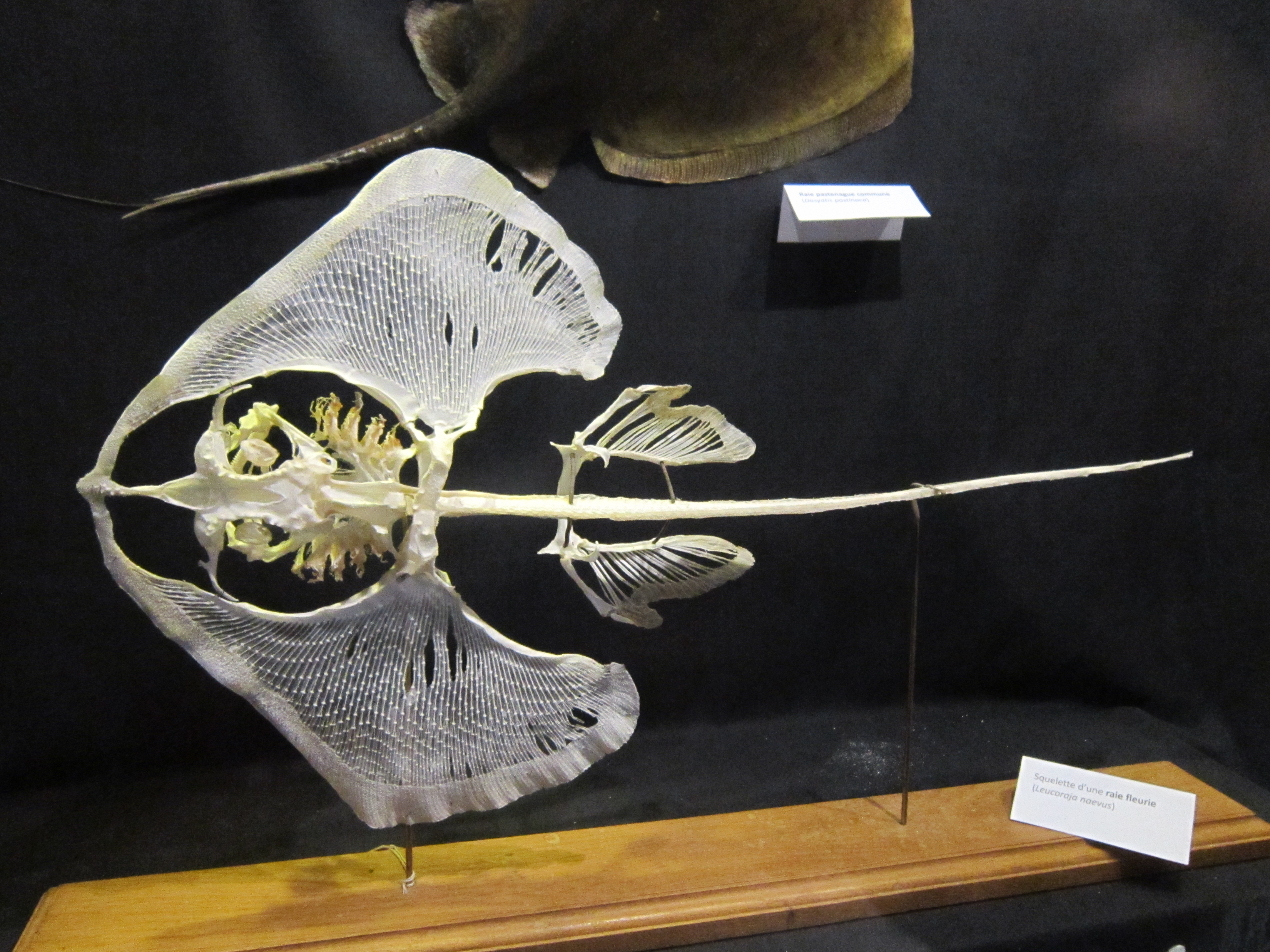
Marinarium de Concarneau : squelette d'une raie fleurie (leucoroja naevus).

Cette raie mesure de 65 à 70 cm, pour un poids pouvant atteindre au maximum 2,3 kg. Elle atteint la maturité sexuelle à l'âge de 8 ans, et sa longévité est au maximum de 14 ans.

## Écologie
Elle vit généralement entre des profondeurs de 20 et 200 m.